# Epipedobates darwinwallacei
Espèce
Epipedobates darwinwallacei est une espèce d'amphibiens de la famille des Dendrobatidae.

## Répartition
Cette espèce est endémique de la province de Pichincha en Équateur. Elle se rencontre de 1 250 à 1 390 m d'altitude sur le versant Ouest de la cordillère Occidentale.

## Description
Le mâle mesure 16,6 mm et les femelles de 13,0 à 19,5 mm.

## Étymologie
Cette espèce est nommée en l'honneur de Charles Darwin et d'Alfred Russel Wallace.

## Publication originale
- Cisneros-Heredia & Yánez-Muñoz, 2011 "2010" : A new poison frog of the genus Epipedobates (Dendrobatoidea: Dendrobatidae) from the north-western Andes of Ecuador. Avances en Ciencias e Ingenierías, vol. 2, p. 83-86.